# 光泽 (矿物)
光泽(英語：Lustre, 或luster)是矿物在光照射下表面呈现的一种外观属性，与矿物表面反射光的强弱和方向有关。对于常见的光泽类型，有不少惯用术语描述，例如“金属光泽”，“玻璃光泽”，“树脂光泽”等。矿物的光泽界限模糊，即使不同地区出产的同种矿物光泽可能也不尽相同，不同来源的文献形容同一矿物时可能有不同描述。
有些矿物呈现不寻常的光学现象，例如星光效应（表面呈现星形亮斑）与猫眼效应（呈现一条明亮光带，并且随样品旋转而移动）。下文列出一些形容矿物的光泽术语和光学现象。

## 常用术语

### 金刚光泽

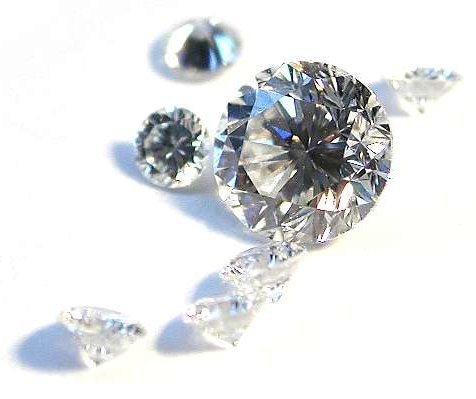
打磨的金刚石

金刚光泽(英語：Adamantine)的矿物呈现出耀眼的反射特性，这种光泽尤其见于钻石。呈现金刚光泽的矿物大多透明或半透明，有高折射率（1.9或更高）。纯金刚石光泽的矿物不常见，例如白铅矿、立方氧化锆。
比金刚光泽稍黯淡的称半金刚光泽(英語：Subadamantine)，例子有石榴石和刚玉。

### 泥土光泽

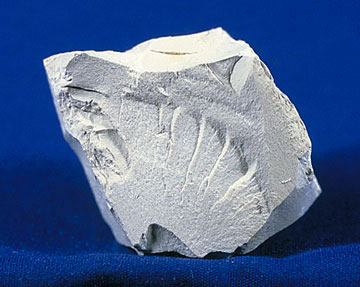
高岭石

泥土光泽(英語：Dull，或earthy)的矿物由于表面粗糙几乎没有镜面反射，一个例子是高岭石。 

### 油脂光泽

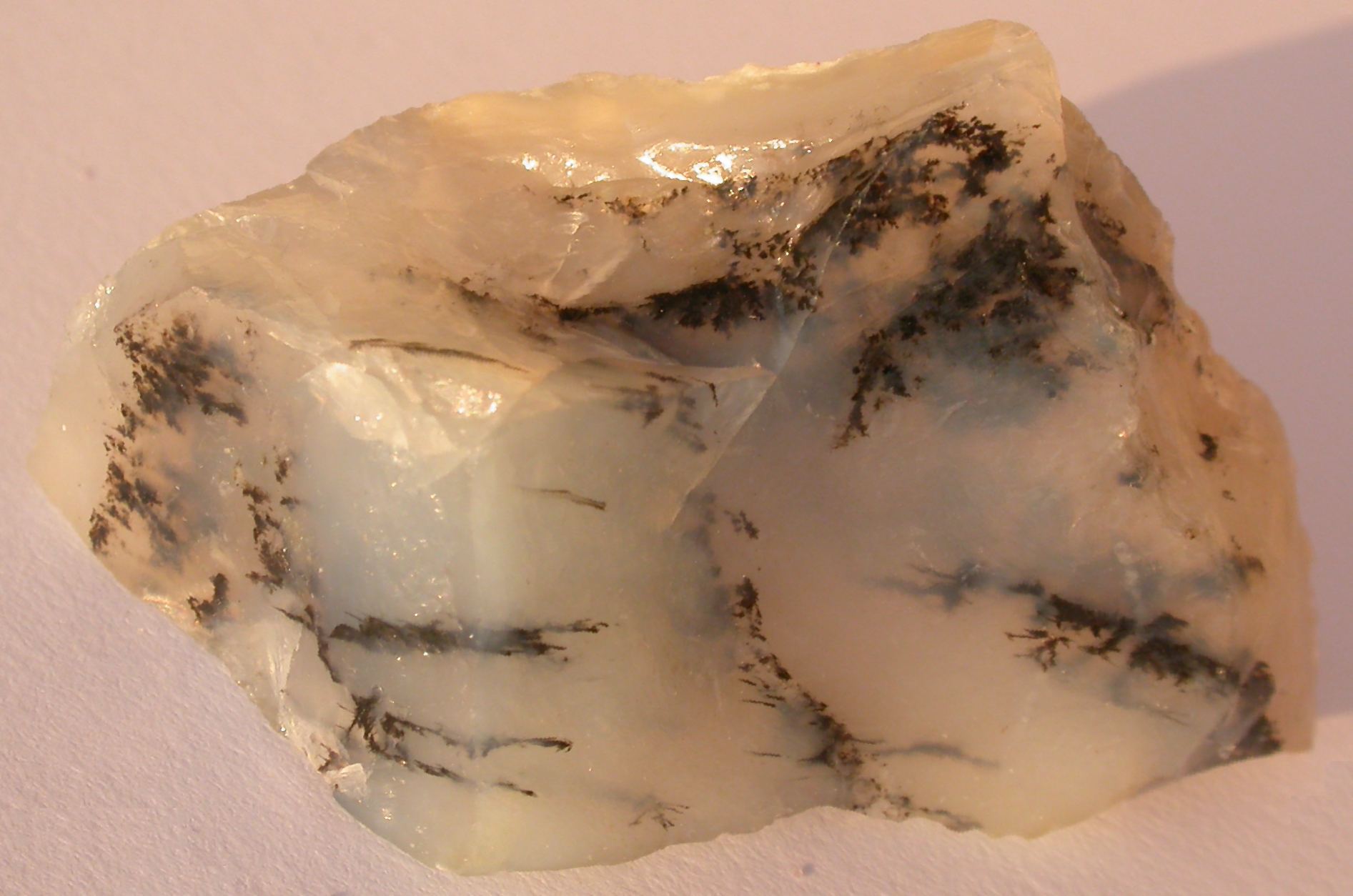
蛋白石

油脂光泽(英語：Greasy)的矿物通常含有大量的微观夹杂成分。例子有蛋白石、堇青石等。一些油脂光泽矿物同样具有油脂的触感。

### 金属光泽

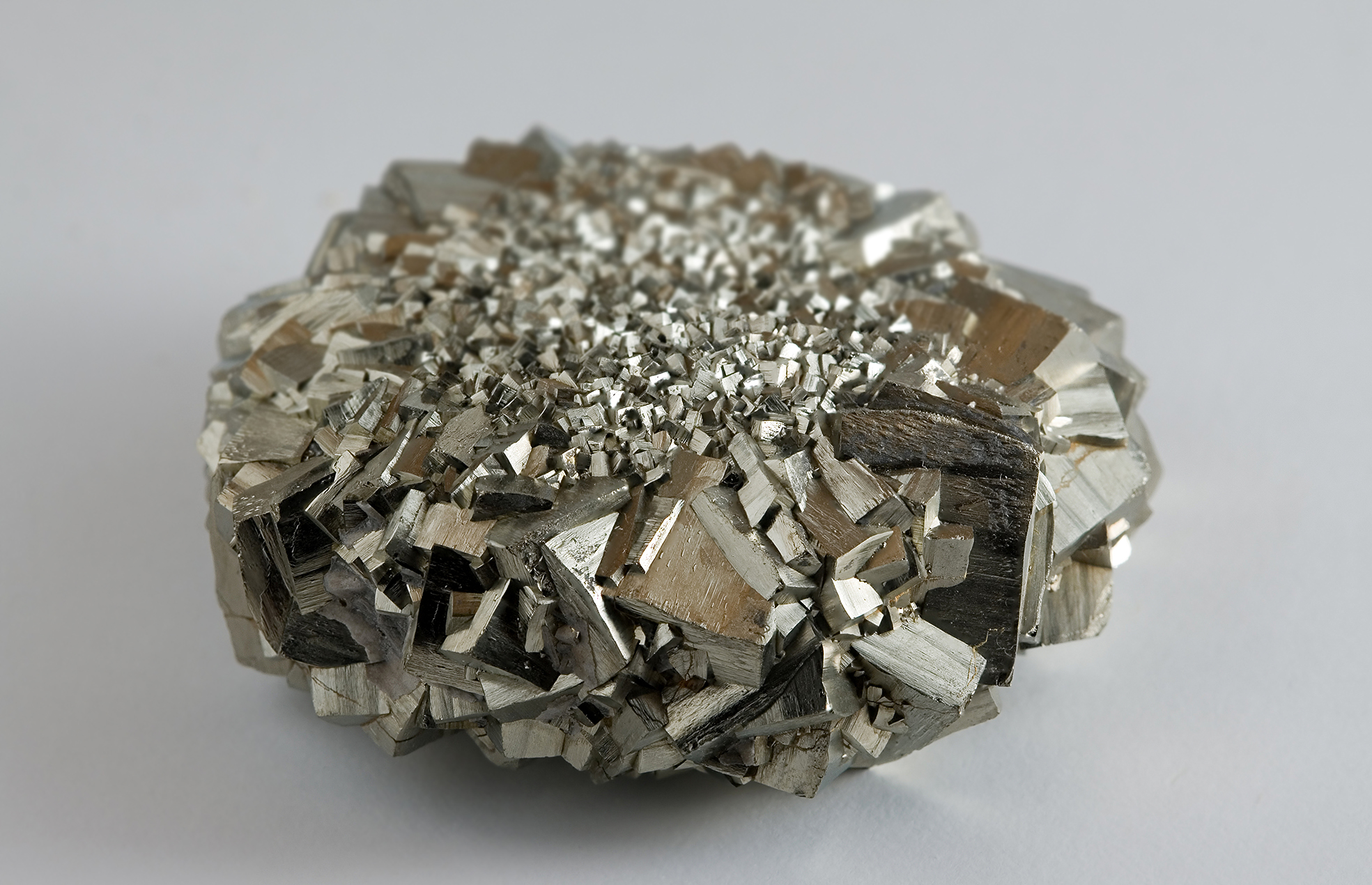
黄铁矿

金属光泽(英語：Metallic，或splendent)的矿物外观类似抛光的金属，具有水平光滑的高反射率表面。例子有方铅矿、黄铁矿、磁铁矿。

### 半金属光泽

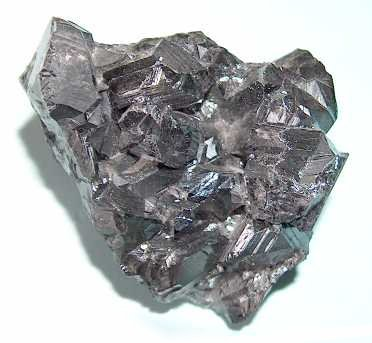
闪锌矿

半金属光泽(英語：Submetallic)类似于金属光泽，但较为黯淡，镜面反射也较模糊。这类光泽通常出现于近乎不透明且高折射率的矿物，例子有闪锌矿、朱砂、赤铜矿。

### 珍珠光泽

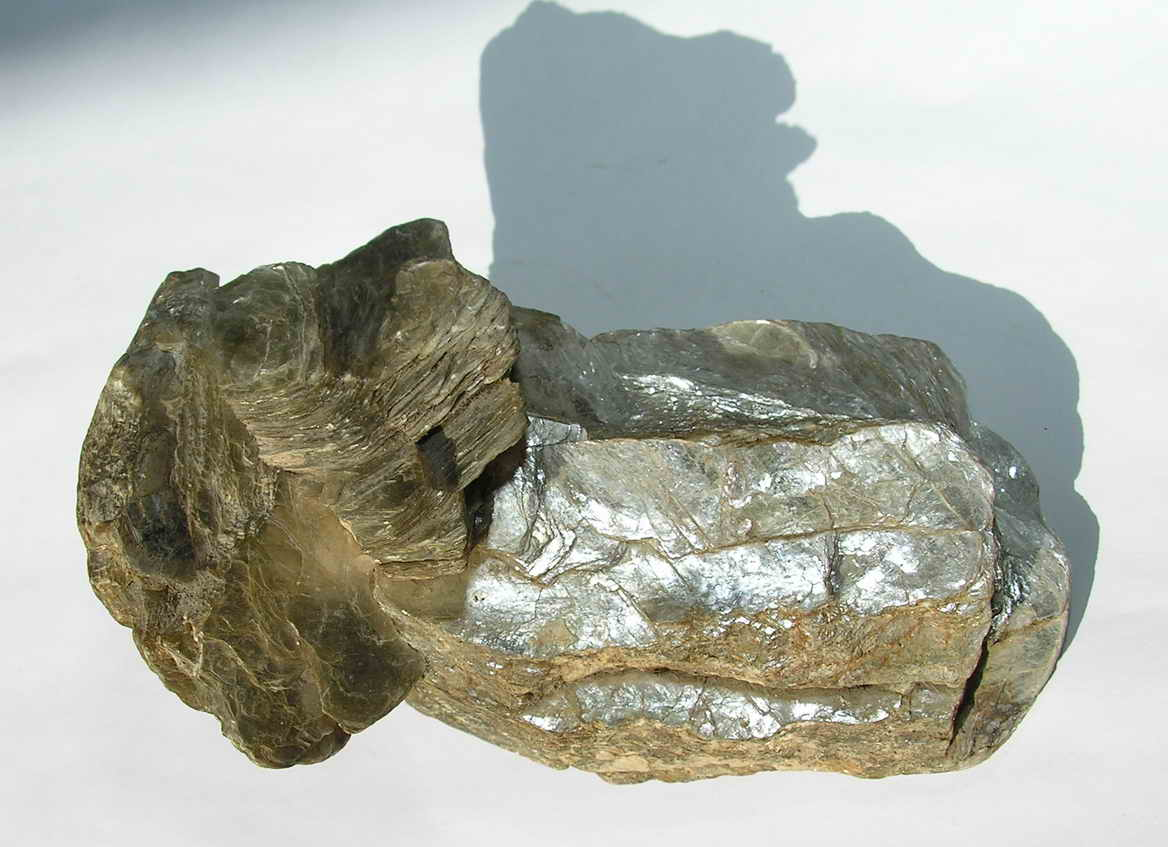
白云母

珍珠光泽(英語：Pearly)的矿物为平行的片状结构，这类矿物能完全解理。例子有白云母、 辉沸石等。

### 树脂光泽

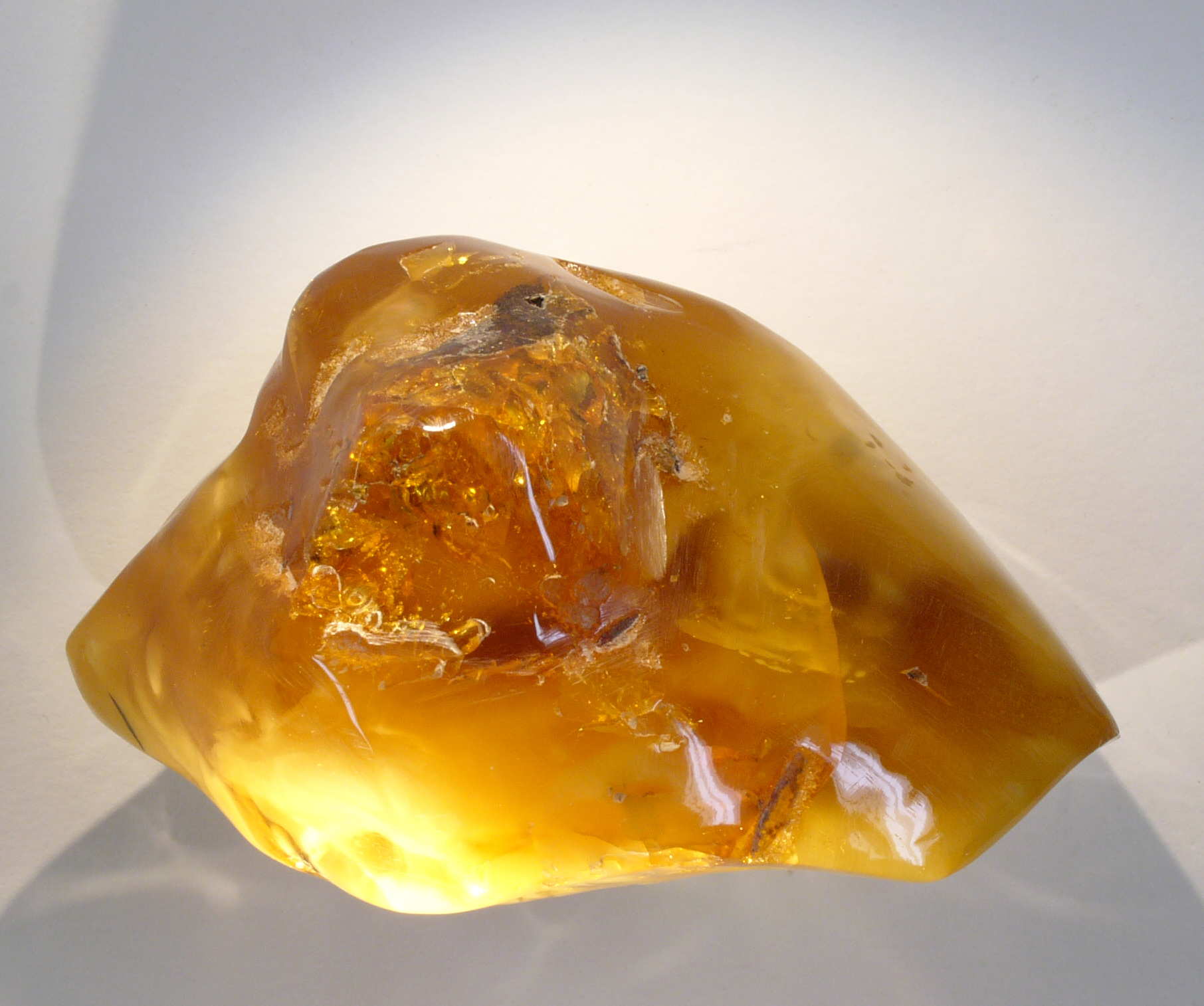
琥珀

树脂光泽(英語：Resinous)的矿物外观类似于树脂、口香糖或表面光滑的塑料。一个典型例子是琥珀，其成分就是化石化的树脂。

### 绢丝光泽

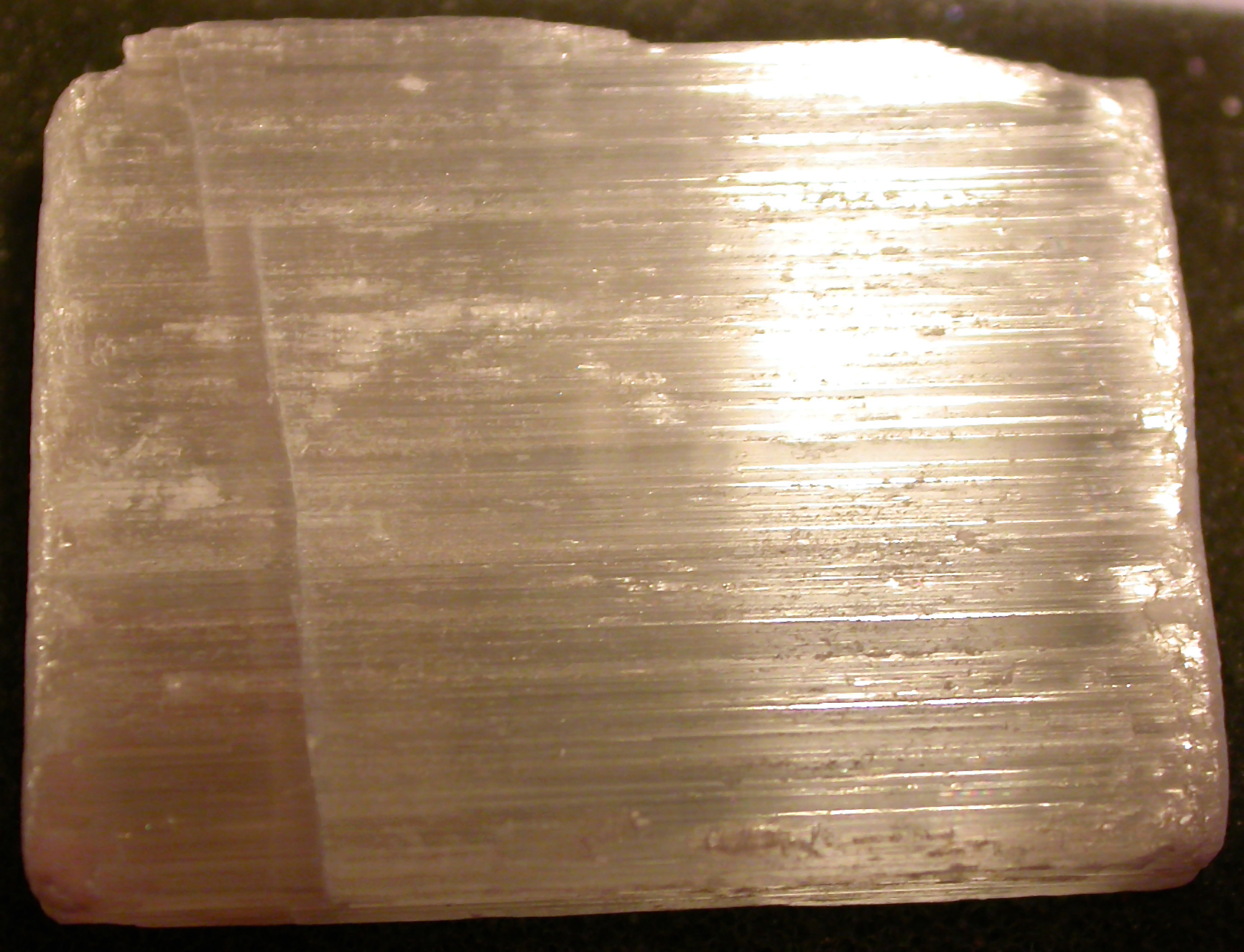
，石膏矿的一种

绢丝光泽(英語：Silky)的矿物具有平行排列的纤维结构，例子有石棉、冰硼钠石、以及一些种类的石膏。类似的术语有纤维光泽(英語：Fibrous)，用来形容比绢丝光泽粗糙的矿物。

### 玻璃光泽

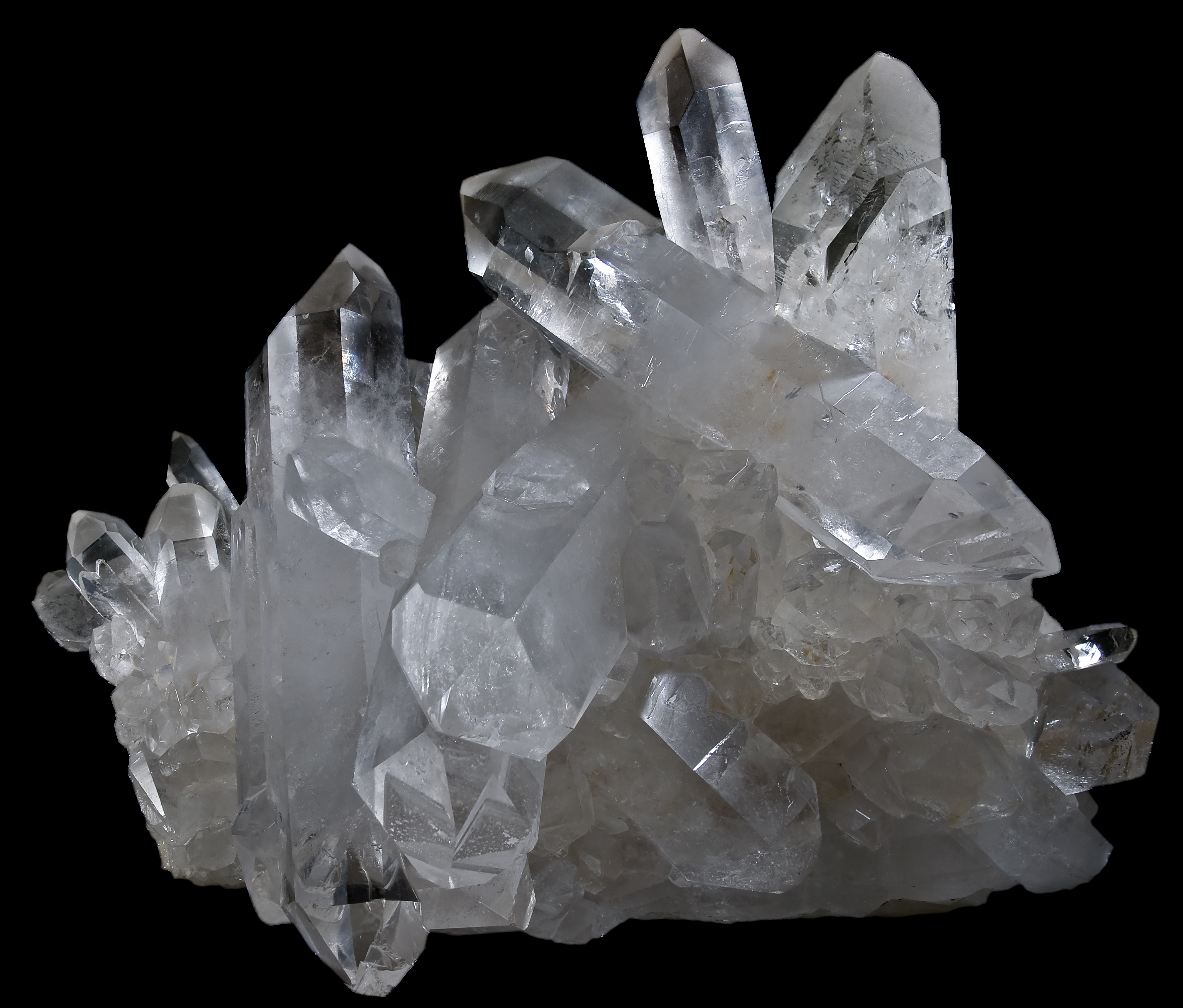
石英

玻璃光泽(英語：Vitreous，英语名称来自拉丁语的玻璃词根)的矿物是最为常见的种类之一，通常是透明和半透明的低折射率物质。常见的例子有方解石、石英、黄玉、绿柱石、电气石和萤石。

### 蜡状光泽

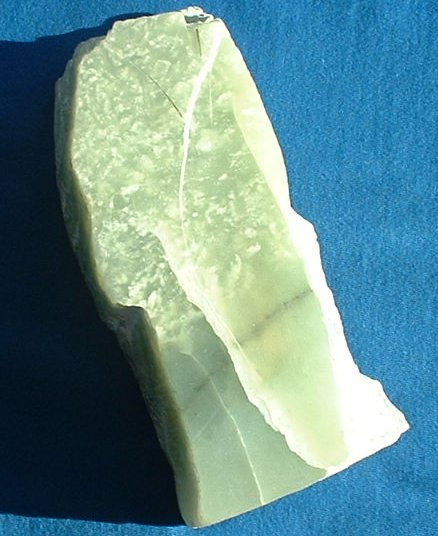
玉

最为人熟知的蜡状光泽(英語：Waxy)矿物是玉， 其它例子有玉髓。

## 光学现象

### 星光效应

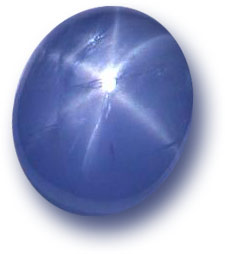
经打磨的凸面蓝宝石

星光效应(英語：Asterism)是一些宝石表面在光的反射下呈现星芒亮斑的现象。见于一些蓝宝石、红宝石、金红石，也见于石榴石、透辉石、尖晶石。

### 砂金效应

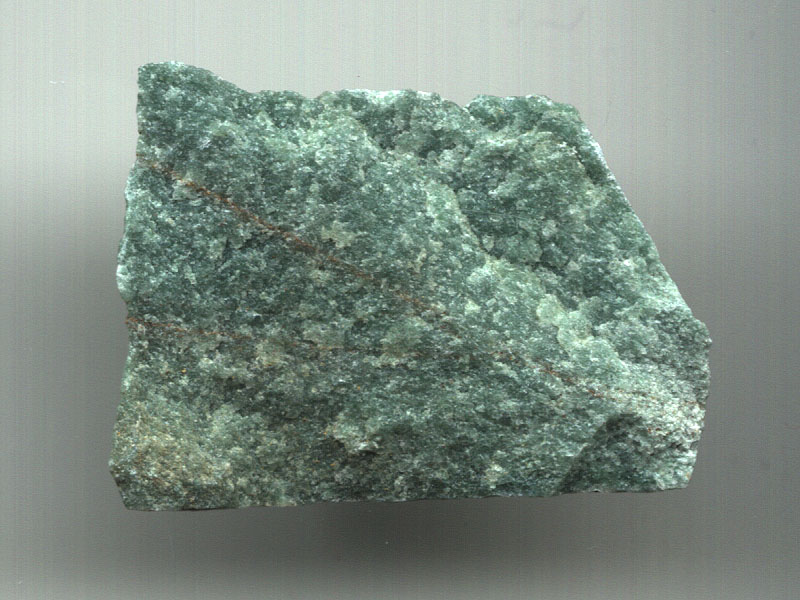
砂金石

砂金效应(英語：Aventurescence)是由于矿物中含有片状杂质，这些杂质造成矿物闪闪发亮的效果，并且闪光的颜色取决于杂质成分。例子有砂金石等。

### 猫眼效应

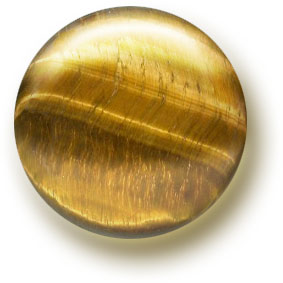
虎眼石

猫眼效应(英語：Chatoyancy)矿物表面在平行光反射下出现一条明亮并具有一定游动性（闪光或活光）的光带，宛如猫眯眼时形成的细线。这些矿物的结构为平行纤维，或平行的空穴，或杂质呈平行结构。猫眼效应最著名的例子是虎眼石，其他例子有，綠柱石、月光石、电气石、部分金绿宝石等。

### 变色效应

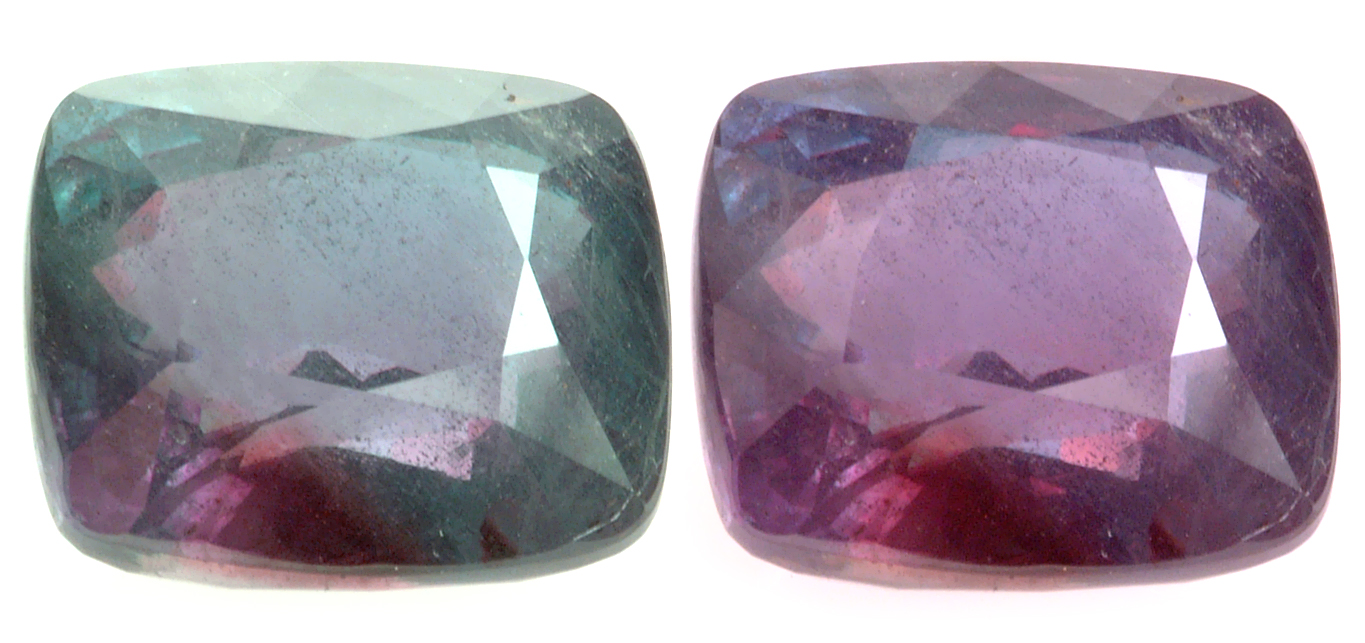
紫翠玉

变色效应常见于亚历山大变石（又称变石），它是金绿宝石的变种。其他例子有蓝宝石、石榴石、尖晶石等。紫翠玉的颜色随照射光线颜色变化而变化，伴随着强烈的多色性。例如，俄国乌拉尔山出产的紫翠玉在日光下呈绿色，在白炽灯下呈红色。这种性质为铝离子被铬离子置换所致，其特征性的绿色和红色就是含铬离子的缘故。

### 闪光效应

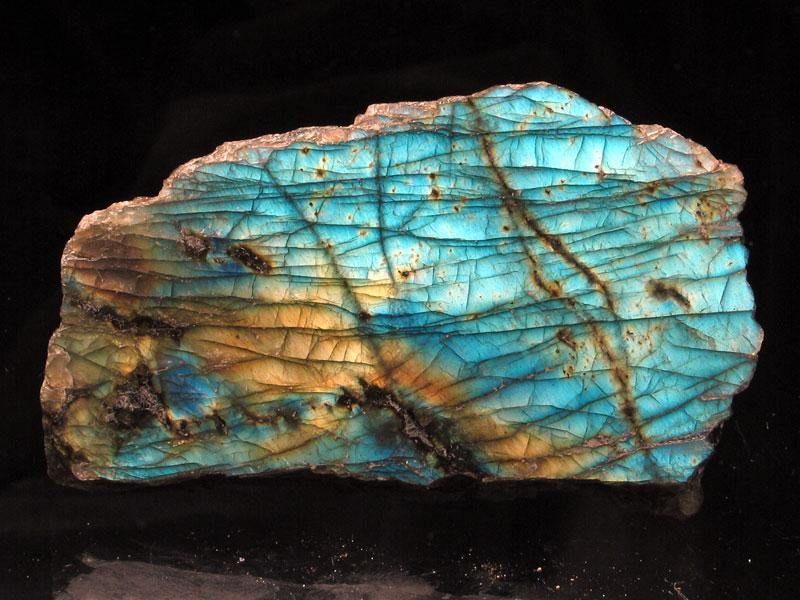
拉长石

闪光效应(英語：Schiller)的矿物呈现出彩虹色，是由矿物表面下的层状结构反射光造成的。出现于月光石、拉长石，与猫眼效应和砂金效应相似。